# أرنالدور أندريداسون
أرنالدور أندريداسون (بالأيسلندية: Arnaldur Indriðason) كاتب روايات بوليسية من أيسلندا، تتميز معظم كتبه بشخصية المحقق إرلندور (بالأيسلندية: Erlendur).

## السيرة
ولد أرنالدور في ريكيافيك (عاصمة أيسلندا) في 8 يناير 1961، وهو ابن الكاتب إندري أورستينسون (بالأيسلندية: Indriði G. Þorsteinsson). وتخرج بدرجة البكالريوس في التاريخ من جامعة أيسلندا في عام 1996. ثم عمل كصحفي في صحيفة (Morgunblaðið) من عام 1981 إلى 1982، ثم كاتبًا مستقلًا من عام 1986 إلى 2001؛ وعمل أيضاً ناقدًا سينمائيًّا في صحيفة (Morgunblaðið).
صدر كتابه الأول (أبناء الغبار) (بالأيسلندية: Synir duftsins) في عام 1997 وهو الأول في سلسة المحقق إرلندور، ولكن لم تُترجم أول روايتين في السلسلة إلى اللغة الإنجليزية؛ وتشتمل هذه السلسلة حتى الآن على 14 رواية.
في عام 2006 تم تحويل روايته «مخزن الأعضاء البشرية» (Mýrin) إلى الفيلم المعروف باسم (Jar City) من قبل المخرج الآيسلندي (Baltasar Kormákur).
نشرت كتب أرنالدور في 26 دولة وتُرجمت إلى 24 لغة على الأقل؛ من بينها: العربية، والروسية والبولندية والألمانية واليونانية والدنماركية والكاتالانية والإنجليزية والبرتغالية والإيطالية والتشيكية والسويدية والنرويجية والهولندية والفنلندية والإسبانية والمجرية والصينية والكرواتية والرومانية والبلغارية والفرنسية والصربية والسلوفينية والتركية. [بحاجة لمصدر]

## الجوائز
حصل أرنالدور على عدة جوائز ومن ضمنها: 
(2017) جائزة قطرة الدم (بالأيسلندية: Blóðdropinn) لأفضل رواية جريمة أيسلندية، حصل عليها لكتابه (Petsamo).
(2015) وسام الفنون والآداب الفرنسي برتبة فارس.
(2009) جائزة باري لروايات الجريمة، حصل عليها للترجمة الإنجليزية لكتابه «لغز البحيرة المتناقضة» (بالإنجليزية: The Draining Lake). [بحاجة لمصدر][بحاجة لمصدر]
(2008) جائزة قطرة الدم (بالأيسلندية: Blóðdropinn) لأفضل رواية جريمة أيسلندية، حصل عليها لروايته «صقيع الموت» (Harðskafi).
(2007) الجائزة الكبرى لقارئي مجلة إل الفرنسية، حصل عليها للترجمة الفرنسية لروايته «صمت القبر» (Grafarþögn).
(2006) جائزة جزيرة أوشا (Ouessant) الفرنسية، حصل عليها للترجمة الفرنسية لروايته «صمت القبر» (Grafarþögn).
(2006) جائزة (Mystère de la Critique) لأفضل رواية جريمة مترجمة للفرنسية في السنة، حصل عليها لروايته «مخزن الأعضاء البشرية» (Mýrin).
(2006) جائزة (du Coeur Noir) لأفضل رواية جريمة مترجمة للفرنسية في السنة، حصل عليها لروايته «مخزن الأعضاء البشرية» (Mýrin).
(2005) جائزة (Martin Beck) لأفضل رواية جريمة مترجمة للسويدية، حصل عليها لروايته «جثة في الفندق» (Röddin).
(2005) جائزة الخنجر الذهبي (The Golden Dagger) حصل عليها للترجمة الإنجليزية لروايته «صمت القبر» (Grafarþögn).
(2003) جائزة المفتاح الذهبي (Glass Key) لكُّتاب روايات الجريمة الإسكندنافيين، حصل عليها لروايته «صمت القبر» (Grafarþögn).
(2003) جائزة (Caliber) السويدية، حصل عليها لروايته «مخزن الأعضاء البشرية» (Mýrin).
(2002) جائزة المفتاح الذهبي (Glass Key) لكُّتاب روايات الجريمة الإسكندنافيين، حصل عليها لروايته «مخزن الأعضاء البشرية» (Mýrin).

## مؤلفاته وأعماله
مؤلفات أرنالدور: 

### سلسلة المحقق إرلندور
- أبناء الغبار (بالأيسلندية: Synir duftsins) - النسخة الأيسلندية 1997 - الترجمة العربية 2021.
- ورود الموت (بالأيسلندية: Dauðarósir) - النسخة الأيسلندية 1998 - لم تترجم للعربية.
- مخزن الأعضاء البشرية (بالأيسلندية: Mýrin) - النسخة الأيسلندية 2000 - الترجمة الإنجليزية 2005 - الترجمة العربية 2010.[21]
- صمت القبر (بالأيسلندية: Grafarþögn) - النسخة الأيسلندية 2001 - الترجمة الإنجليزية 2006 - الترجمة العربية 2011.[22]
- جثة في الفندق (بالأيسلندية: Röddin) - النسخة الأيسلندية 2003 - الترجمة الإنجليزية 2007 - الترجمة العربية 2011.[23]
- لغز البحيرة المتناقضة (بالأيسلندية:Kleifarvatn) - النسخة الأيسلندية 2004 - الترجمة الإنجليزية 2008 - الترجمة العربية 2014.[24]
- قشعريرة (بالأيسلندية: Vetrarborgin) - النسخة الايسلندية 2005 - الترجمة الإنجليزية 2009 - الترجمة العربية 2014.[25]
- صقيع الموت (بالأيسلندية: Harðskafi) - النسخة الأيسلندية 2007 - الترجمة الإنجليزية 2010 - الترجمة العربية 2015.[26]
- غَضَب (بالأيسلندية: Myrká) - النسخة الأيسلندية 2008 - الترجمة الإنجليزية 2012 - الترجمة العربية 2015.[27]
- غيوم داكنة (بالأيسلندية: Svörtuloft) - النسخة الأيسلندية 2009 - الترجمة الإنجليزية 2013 - الترجمة العربية 2019.[28]
- شواطئ غريبة (بالأيسلندية: Furðustrandir) - النسخة الأيسلندية 2010 - الترجمة الإنجليزية 2014 - الترجمة العربية 2020.[29]

#### الشاب إرلندور
- الجولة الحاسمة (بالأيسلندية: Einvígið) - النسخة الأيسلندية 2011 - الترجمة العربية 2019.[30]
- ليالي ريكيافيك (بالأيسلندية: Reykjavíkurnætur) - النسخة الأيسلندية 2012 - الترجمة الإنجليزية 2015 - لم تترجم للعربية.
- مهما يطل الزمن (بالأيسلندية: Kamp Knox) - النسخة الأيسلندية 2014 - النسخة الإنجليزية 2016 - الترجمة العربية 2020.[31]

### سلسلة ريكيافيك الحرب الغامضة
- Skuggasund (بالإنجليزية: The Shadow District) - النسخة الأيسلندية 2013 - الترجمة الإنجليزية 2017 - لم تترجم للعربية.[32][33]
- Þýska húsið (بالإنجليزية: The Shadow Killer) - النسخة الأيسلندية 2015 - الترجمة الإنجليزية 2018 - لم تترجم للعربية.
- Petsamo - النسخة الأيسلندية 2016 - لم تترجم.[34]

### سلسلة كورنار (Konráð)
- Myrkrið veit - النسخة الأيسلندية 2017 - لم تترجم.
- Stúlkan hjá brúnni - النسخة الأيسلندية 2018 - لم تترجم.

### روايات أخرى
- Napóleonsskjölin (بالإنجليزية: Operation Napoleon) - النسخة الأيسلندية 1999 - الترجمة الإنجليزية 2011 - لم تترجم للعربية.[35]
- Bettý - النسخة الأيسلندية 2003 - لم تترجم.
- Konungsbók - النسخة الأيسلندية 2006 - لم تترجم.

### كتابات أخرى
- Leyndardómar Reykjavíkur 2000 (شارك بكتابة فصل واحد من فصول الكتاب) - النسخة الأيسلندية 2000 - لم يترجم.[36]
- ريكيافيك روتردام (بالأيسلندية: Reykjavík-Rotterdam) (كاتب سيناريو) [بحاجة لمصدر]

## روابط خارجية
- أرنالدور أندريداسون على موقع IMDb (الإنجليزية)
- أرنالدور أندريداسون على موقع ميتاكريتيك (الإنجليزية)
- أرنالدور أندريداسون على موقع روتن توميتوز (الإنجليزية)
- أرنالدور أندريداسون على موقع مونزينجر (الألمانية)
- أرنالدور أندريداسون على موقع ميوزك برينز (الإنجليزية)
- أرنالدور أندريداسون على موقع ديسكوغز (الإنجليزية)
- أرنالدور أندريداسون على موقع قاعدة بيانات الفيلم (الإنجليزية)
- أرنالدور أندريداسون على موقع كينوبويسك (الروسية)